# Дактил (поезия)
 Тази статия е за стъпката в стихосложението.  За други значения вижте Дактил.  
Дактил (на старогръцки: δάκτυλος – пръст, палец) в античното метрическо стихосложение е трисрична стихотворна стъпка – една дълга сричка и две къси, т.е. общо четири мори. Бележи се със схемата {\displaystyle -\cup \cup }. В съчетание с хорей и спондей образува други размери: хекзаметър, пентаметър, Алкеева строфа, строфа на Сафо. Обратната стъпка се нарича антидактил или още анапест.
Названието си тази стъпка получава от пръста на човешката ръка, който също се състои от три части (фаланги). Поради неговата плавност и мелодичност, древните гърци приписвали на дактила божествен произход, като вярвали, че Дионисий разговаря с хората в дактилни стихове.
В силаботоническото стихосложение дактил е трисрична стъпка с една ударена и две неударени срички, бележи се с {\displaystyle {\acute {-}}\cup \cup }. Дактилен размер се получава, когато ударенията са на първата, четвъртата, седмата и т.н. сричка.
Широка употреба дактилът получава по време на периода „Буря и натиск“ в немската поезия, в творчеството на Гьоте, Фридрих Шилер и Фридрих Хьолдерлин. В българската поезия често се среща в поезията на Иван Вазов, Стоян Михайловски, Кирил Христов, Димчо Дебелянов и други.
Примери за дактилни стихотворни размери:
| Двустъпен дактил Моите спомени, птици в нощта, скитат бездомни, скитат унесени вън от света. (Николай Лилиев) Тристъпен дактил Някога тука залутан, гонен от турски заптии, спирал е морен хайдутин, твойта прохлада да пие. (Младен Исаев, „Пред езерото“) Четиристъпен дактил Плахи звездици в небо потъмняха; рано без време петлите пропяха… В село се късни прибират жетварки. Хубава Яна припират другарки… (Пенчо Славейков, „Змейново любе“) | Петостъпен дактил Нека ме шибат и брулят неверните бури, нека ми съскат отровните, лепкави грижи, нека месата ми късат безумните фурии, хищни чакали кръвта ми пролята да лижат. (Елисавета Багряна, „Пролог“) Шестостъпен дактил Бистрия въздух и нивите с тежък косичник от злато, крушите, шатри разпънали – тук ми е всичко познато. Янтра се казва реката със плет от върби и тръстика и воловарчето мургаво – с мойто го име наричат. (Асен Разцветников, „Бистрият въздух“) |